# Douliu
Douliu (chiń. 斗六; pinyin Dǒuliù; pe̍h-ōe-jī Táu-la̍k) – miasto w środkowo-zachodnim Tajwanie, siedziba powiatu Yunlin. W 2010 roku miasto liczyło 106 854 mieszkańców.
Miasto rozwinęło się na początku XVII wieku. Centrum handlu ryżem, słodkimi ziemniakami i orzeszkami ziemnymi pochodzącymi z pobliskich upraw. Ośrodek przemysłu spożywczego i włókienniczego. Douliu jest ważnym węzłem komunikacyjnym.